# Product-dienstcombinatie
Een product-dienstcombinatie of PDC is een bedrijfsmodel gebaseerd op het verkopen van het gebruik en de functionaliteit van een product en waarbij het product zelf de eigendom blijft van de verkooporganisatie. De meest bekende vormen zijn verhuren en leasing van bepaalde producten. Product-dienstcombinaties worden sterk gepromoot door academici als een alternatief economisch model om duurzaamheid aan winstgevendheid te koppelen.

## Wat is een PDC
Verschillende definities van PDC's zijn terug te vinden in managementliteratuur en wetenschappelijke literatuur, vooral rond eco-efficiëntie en duurzame ontwikkeling. In het rapport van de Europese studie SusProNet is de volgende definitie en indeling van PDC's gebruikt.
Een product-dienst combinatie is een waardepropositie bestaande uit een mix van materiële producten en immateriële diensten, zodanig ontworpen en gecombineerd dat ze optimaal de finale klantenbehoeften vervullen.
Het basisidee achter een PDC is dat klanten niet specifiek waarde hechten aan het product op zich, maar wel aan de functies van dat product.

## Indeling van PDC's
Men maakt een onderscheid tussen drie klassen van PDC's. Het type van PDC hangt vooral af van de vraag of zijn grootste waarde zich bevindt in de product- of in de dienstcomponent.
1. Product-georiënteerde PDC: de klant is eigenaar van het product, dat verkocht wordt samen met een aantal ondersteunende diensten.
2. Gebruiks-georiënteerde PDC: de leverancier blijft eigenaar van het product en biedt het gebruik en de functies van het product aan gedurende een bepaalde periode.
3. Resultaat-georiënteerde PDC: de leverancier biedt een oplossing voor een specifieke nood van de klant, en de leverancier bezit en beheert zelf over de materiële middelen om tot dat resultaat te komen.

## Het potentieel van PDC's

### Eco-efficiëntie
PDC's worden sinds eind jaren 90 gepromoot door Europese milieuwetenschappers. Ze passen immers binnen de filosofie van de “functionele economie”, geïntroduceerd door de Zwitser Walter Stahel begin jaren 90. Een fundamenteel probleem van de traditionele productie-economie, aldus Stahel, is de directe link tussen economische waarde en materiaal- en energieconsumptie. Om meer winst te maken moet een bedrijf meer producten maken en dus meer energie en materialen gebruiken. Daardoor lijken economische groei en duurzaamheid niet combineerbaar. Maar bij verkoop van de functie van een product in plaats van het product zelf moet een bedrijf, om meer winst te maken, meer functionele waarde aanbieden. Bij een PDC blijft de leverancier na de levering verantwoordelijk voor zijn product. Het is te verwachten dat hij zo meer oog krijgt voor het optimaliseren van de gebruiksfase en de afvalfase van deze producten wat het totale kostenplaatje en de milieu-impact ten goede zal komen.

### Welvaart
Door een PDC-bedrijfsmodel van bv. betalen per eenheid gebruik of door een product gemeenschappelijk aan te kopen en het gebruik ervan te delen, worden relatief duurdere producten toegankelijk voor een breder publiek dat anders niet de financiële mogendheden zou hebben om deze producten aan te kopen.